# 寶順路

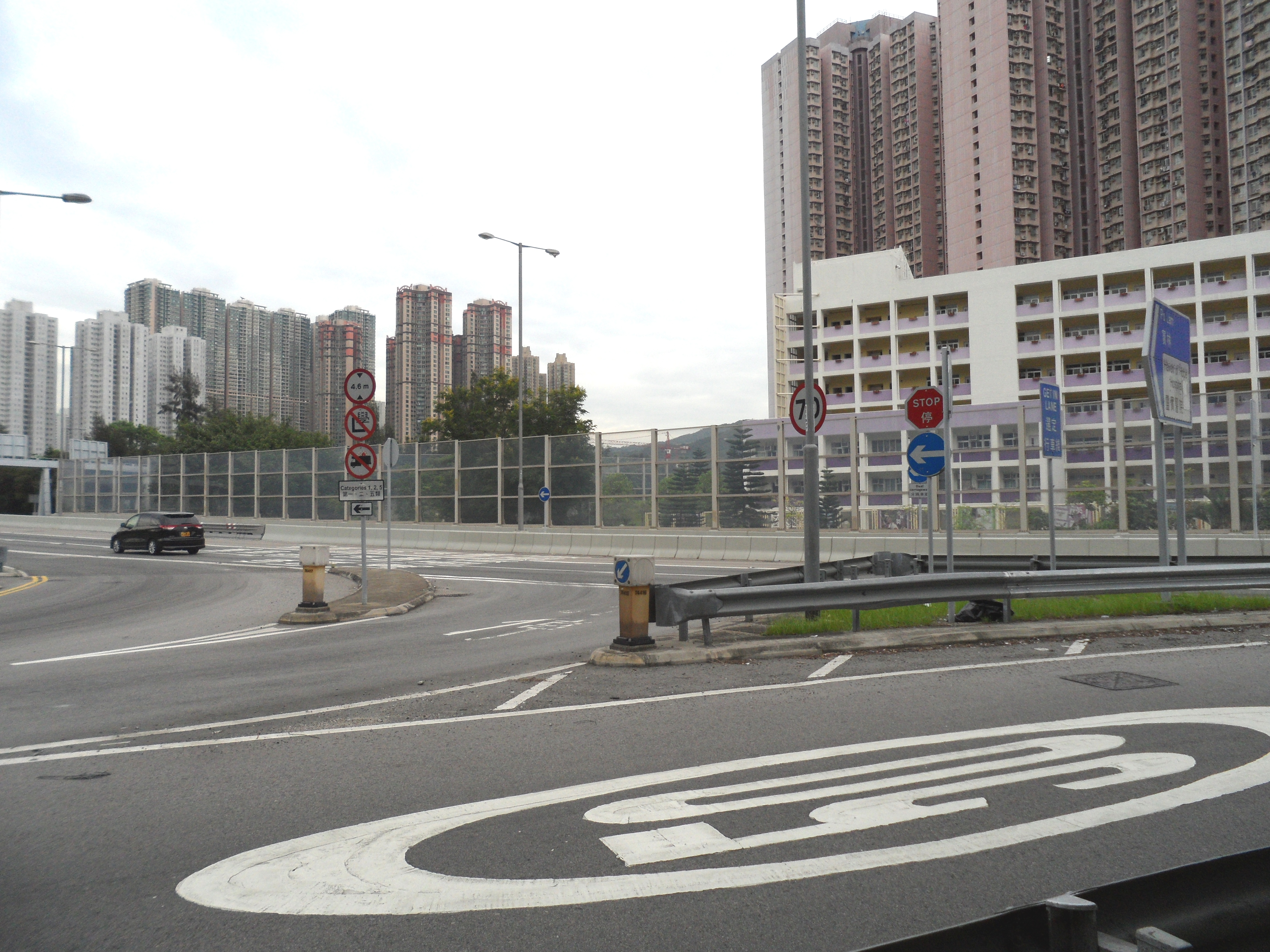
寶順路與靈康路交界處

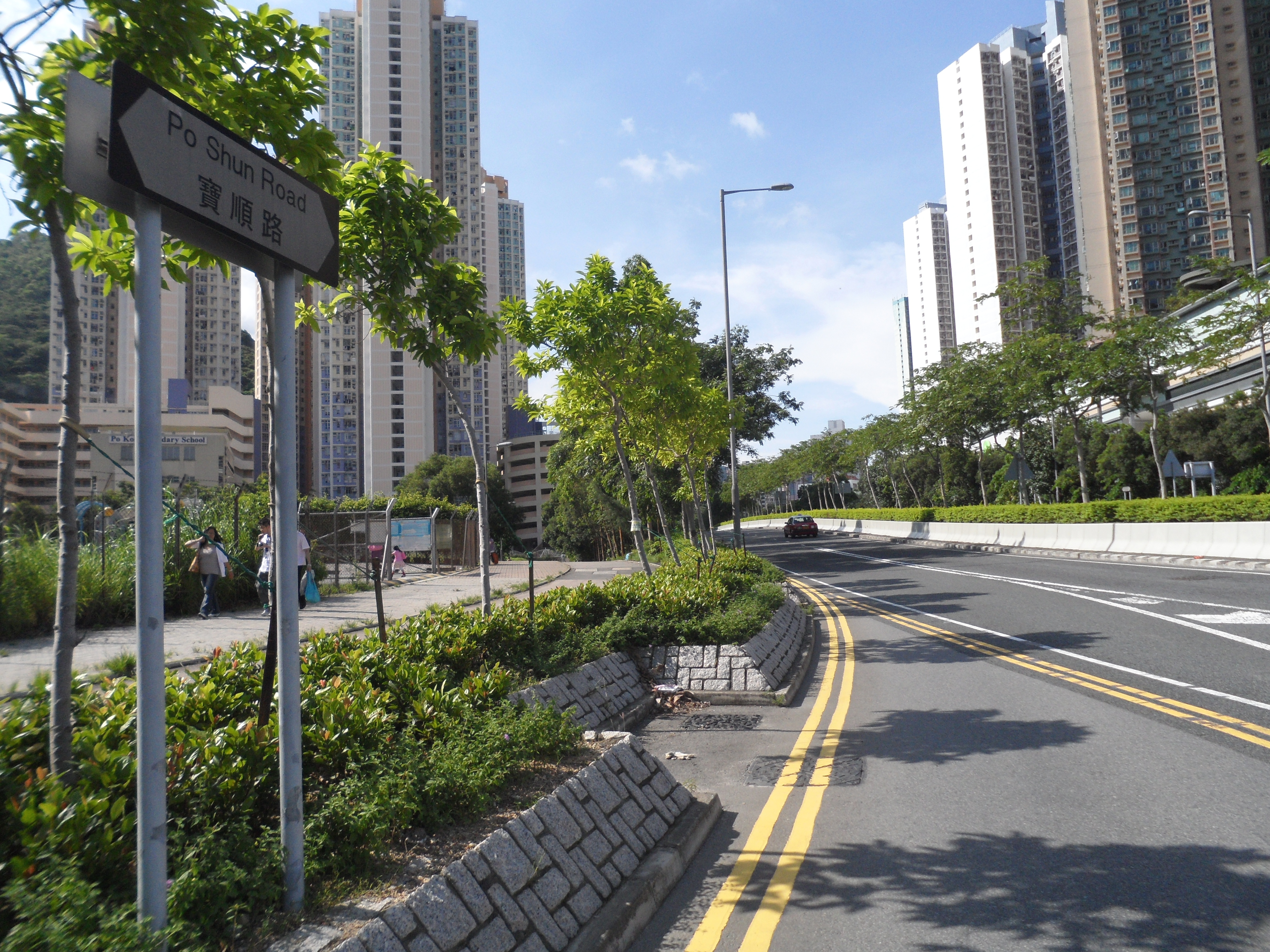
左方是寶順路的路牌

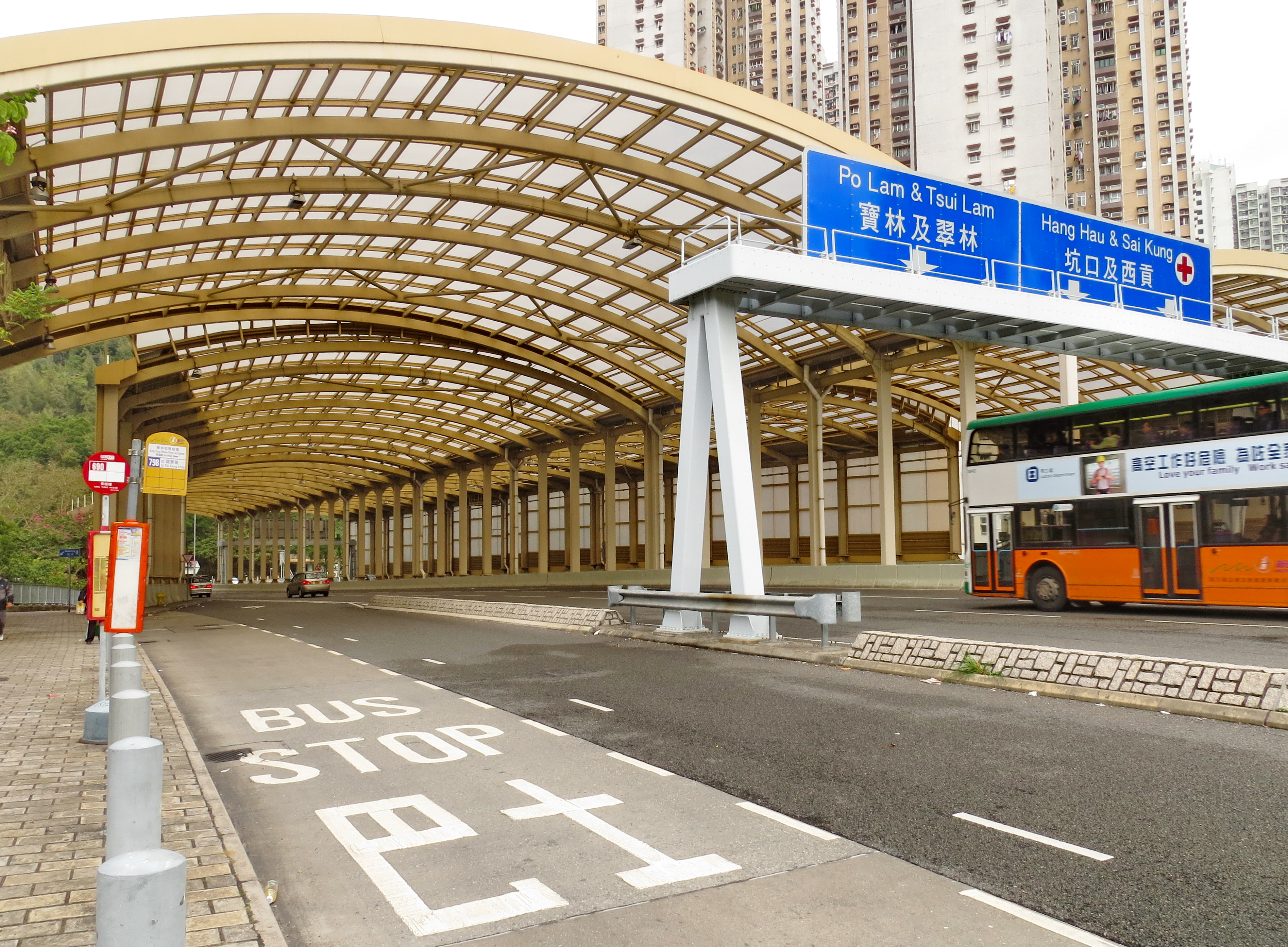
迴旋處寶順路近常寧遊樂場

寶順路（英語：Po Shun Road），前稱：P2路，是香港新界西貢區將軍澳新市鎮內的一條主幹道，它聯同七號幹線把將軍澳新市鎮分為寶琳、坑口、調景嶺和將軍澳市中心四大部份連接起來。寶順路盡頭連接6號幹線的將藍公路、寶邑路與翠嶺路交界為止。七號幹線中的將軍澳隧道公路和環保大道都以這條路作為分界。
將軍澳新市鎮主要由填海所得的土地發展而成，而寶順路的開端正是在原來陸地的海邊，亦即是今日寶琳北路與寶寧路交界的迴旋處。最先通車的一段就從這裡開始，道路至頌明苑賢明閣對開為止，此路段可連接頌明苑通道通往常寧路。介乎於頌明苑通道與寶康路及將軍澳隧道公路一段亦接著通車，當時的交界有一個大型迴旋處，讓車輛通往寶琳、坑口、九龍各區、南部填海區和新界東南堆填區。迴旋處使用了大約六年，發生過大大小小的交通意外，主要原因乃出自迴旋處的設計，能夠同時讓前往不同方向的車輛駛過，司機稍不留神便容易發生意外。
直至南部的填海工程完成，再配合首批公營房屋入伙，介乎於將軍澳隧道公路與唐明街一段正式於1998年通車，而迴旋處亦改建為更有效率的大型交匯處，寶順路改為利用分支路連接其他道路。此後，調景嶺和將軍澳市中心局部地區發展完成，寶順路亦被延長至寶邑路及翠嶺路交界為止。這兩段被延長的寶順路比較平直，可能因此令駕駛者容易失去注意力。在寶順路與唐明街和寶邑路的兩個交界處，分別發生過兩宗涉及雙層巴士、導致乘客死亡，又不約而同發生在深夜的嚴重交通事故。事後，巴士車速和道路設計同樣惹人關注，寶邑路交界處便因此更改行車模式。
現時的寶順路南端連接將藍公路，通過將軍澳67區和72區之間，到達維景灣畔南面，接駁6號幹線。

## 事件
2007年12月14日深夜，寶順路及寶邑路交界發生致命交通意外，一輛新巴與城巴E22A線相撞，造成2死17傷。該路口本來設有交通燈，但事發時則停用，引起爭議。
2009年11月10日凌晨12時20分左右，一輛由中環開往坑口的過海隧道巴士692線九巴雙層巴士，在寶順路左轉入唐明街時懷疑因超速導致翻側，造成2死34傷。

## 交匯道路
- 寶琳北路
- 寶寧路
- 將軍澳隧道公路
- 環保大道
- 寶康路
- 靈康路
- 唐明街
- 景嶺路
- 寶邑路
- 翠嶺路
- 將軍澳跨灣連接路

## 沿線建築物
- 景林邨
- 頌明苑
- 常寧遊樂場
- 將軍澳游泳池
- 尚德邨
- 唐明苑
- 彩明苑
- 將軍澳中心
- 調景嶺體育館